# Khabar Agency
Khabar Agency (kazakiska: "Хабар" Агенттігі "Habar" Agenttıgı) är en mediebyrå i Kazakstan. Den grundades 1995, ursprungligen känd som National Television News Agency (Khabar är nyheter på kazakiska). Den är för närvarande ett av de största nätverken i landet och sänder dagligen på kazakiska, engelska och ryska.

## Historia
Khabar är årligen värd för Eurasian Media Forum, som försöker sammanföra journalister och politiker för att "underlätta den professionella utvecklingen av eurasiska medier och främja internationell allmänhetens förståelse för eurasiska frågor". Sedan den 1 januari 2016 är Khabar associerad medlem i Europeiska radio- och TV-unionen (EBU) och medverkade i Junior Eurovision Song Contest mellan 2018 och 2022.
Som en av de främsta mediekanalerna i Kazakstan granskas Khabar ofta för sin roll i val. Myndigheten kritiseras ofta för att mestadels bevaka presidentvänliga partier, nämligen Otan (nu Amanat ) och Asar, Darigas kortlivade parti. Under valet 2004 ägnades till exempel hälften av all valbevakning av Khabar åt Asarpartiet.
Dariga Nazarbajeva, dotter till Kazakstans president Nursultan Nazarbajev, grundade och kontrollerade företaget. Hon avgick officiellt som ordförande under sin kandidatur till parlamentet 2004. Hon behöll dock nära band till byrån och fortsatte att organisera Eurasian Media Forum. Hennes make, Rakhat Alijev, bekräftade att paret fortfarande ägde aktier i Khabar, tillsammans med flera andra mediebolag. Han förnekade dock direkt ägande och attackerade de som påstod motsatsen.
I april 2006 tillkännagav Kazakstans informations- och kulturminister Ermukhamet Ertysbajev avsikten att få "hundra procent statlig kontroll över aktiebolaget Khabar ". Detta kom i spåren av ett allmänt regeringskrav på större kontroll över media, vilket uppstod till följd av turbulensen efter mordet på den politiska oppositionsledaren Altynbek Sarsenbajev. Den 5 maj 2006 utsågs Maulen Ashimbaev, biträdande chef för presidentens administration, till ny ordförande. Från och med 2006 ägde staten 50% plus en aktie i Khabar. Den 29 mars 2022 utsågs Berik Uali, Kazakstans presidents tidigare pressekreterare, till ny styrelseordförande för nyhetsbyrån "Khabar" JSC.